# Al-Husayn II ibn Mahmud
al-Husayn II ibn Mahmud (5 marzo 1784 – La Goletta, 20 maggio 1835) è stato Bey di Tunisi dal 1824 fino alla sua morte.

## Biografia
Erede primogenito di Mahmud Bey, venne nominato Principe della Corona il 20 febbraio 1815 e succedette al padre il 28 marzo 1824.
 
Venne nominato Maggior Generale dell'esercito dell'Impero ottomano il 23 dicembre 1831.
Nel luglio del 1827, apprese non senza sorpresa la guerra dichiarata dalla Francia ad Algeri (che dominava i traffici del Mediterraneo occidentale), difesa dai turchi. Ad ogni modo, il 20 ottobre di quello stesso anno, fu irrimediabile la sconfitta dell'ormai decadente impero turco nella Battaglia di Navarino dove venne distrutta anche la divisione navale della Tunisia, ad eccezione di una goletta e di un brigantino. Fu un in occasione di questa perdita che il Bey al-Husayn II decise la creazione di una nuova bandiera data in dotazione alla flotta tunisina per distinguersi da altre flotte. Questa bandiera venne estesa al paese intero ed ancora oggi, l'insegna ufficiale della Tunisia è la stessa creata nel 1831.
La vittoria anglo-russa e francese, fece riflettere al-Husayn II che informò il console francese, Mathieu de Lesseps, che avrebbe mantenuto una stretta neutralità nel conflitto che avrebbe interessato la Francia nella futura reggenza di Algeri. L'invasione di Algeri (1830) da parte delle truppe francesi produsse a Tunisi una considerevole insoddisfazione popolare. Su richiesta della popolazione, i membri del governo tentarono di persuadere Husayn II ad una sorta di crociata, ma il Bey rifiutò diverse volte. Con l'assistenza di entrambe le parti dell'entourage del Bey, Lesseps, con un proclama scritto in arabo e diffuso segretamente nella capitale, giustificò l'intervento francese in Algeria e reclutò anche volontari turchi che entrarono a far parte dell'esercito francese in Algeria.
Un mese dopo la presa di Algeri (agosto), la Francia concluse con Husayn II un trattato, siglato l'8 agosto dello stesso anno che confermò gli antichi trattati di abolizione della schiavitù dei cristiani durante la reggenza di un Bey tunisino, dichiarando guerra alla pirateria ed assicurando il libero commercio con tutti i paesi stranieri.
A partire da questa data, quindi, la Tunisia cadde lentamente sotto una sempre crescente influenza francese, aumentando i contatti commerciali con porti come Marsiglia e molti altri scali in Italia, a Malta ed in Grecia, nonché nella stessa Algeria dove il governo francese si insediò stabilmente.
Al-Husayn II ibn Mahmud morì nel 1835 e venne sepolto nel mausoleo di Turbet el-Bey, a Tunisi.